# Tid är ljud
Tid är ljud (Nederlands: Tijd is muziek) is het debuutalbum van de Zweedse band Gösta Berlings Saga.
De band had haar naam net gewijzigd van Pelikaan naar Gösta Berlings Saga. Opnamen vonden plaats in de Pelikaan Studio te Vällingby. De band had nog geen mellotron tot hun beschikking en leende die van Anekdoten, vanwege de breekbaarheid van dat instrument werden de mellotronpartijen dan ook opgenomen in de repetitieruimte van die band onder leiding van Niklos Barker.  De muziek bevindt zich in de stijl van King Crimson ten tijde van het repetitieve Discipline en Camel, maar is volledig instrumentaal.

## Musici
- David Lundberg – Fender Rhodes, synthesizers, mellotron
- Alexander Skepp – drumstel, mellotron, Solina Sting Ensemble
- Mathias Danielsson – gitaar, vingerbekkens
- Gabriel Hermansson – basgitaar

Met
Catalina Langborn, Anna Tapper – viool op tracks 3 en 5
Daniel Fagerström – Buddhamachine en hotbox, track 3
Tobias Wahlstedt – dwarsfluit, track 7 

## Muziek
| Nr. | Titel                     | Duur |
| --- | ------------------------- | ---- |
| 1.  | Helgamarktz               | 5:08 |
| 2.  | Syrenernas sång           | 8:08 |
| 3.  | Aniarasviten              | 8:20 |
| 4.  | Ljud från Stan            | 7:51 |
| 5.  | Tog du med sig naturen    | 9:53 |
| 6.  | Knölsvanen                | 7:12 |
| 7.  | Svarta hål och elljusspår | 8:15 |